# Salvador Abascal

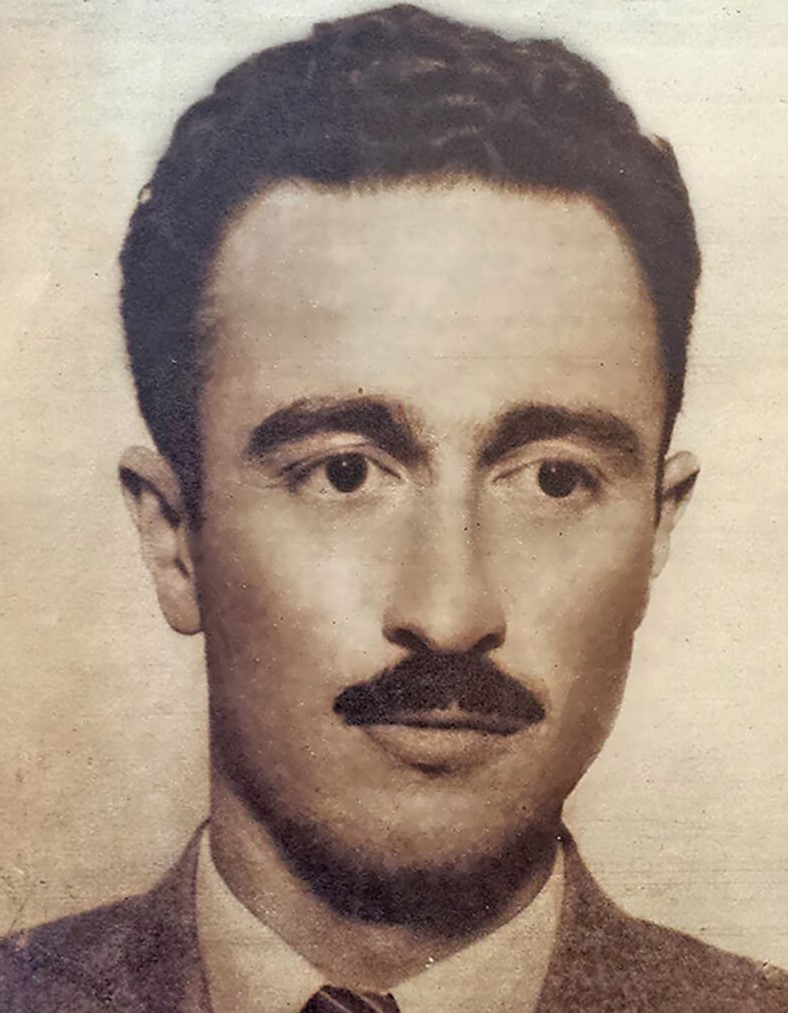
Salvador Abascal

Salvador Abascal Infante (León, 18 mei 1910 - Mexico-Stad, 30 maart 2000) was een Mexicaans politicus.
Abascal was geboren in een familie van landeigenaren uit de staat Guanajuato. In zijn jeugd sympathiseerde hij met de cristero's en sloot hij zich aan bij een aantal radicaal-katholieke organisaties. In 1937 sloot hij zich aan bij de katholiek fascistische Nationaal Synarchistische Unie (UNS). Eerst was hij leider van de partij in Michoacán en in 1940 nam hij het volledige leiderschap van de partij over. Op dat moment was de UNS op haar toppunt en telde de partij een half miljoen leden. Abascal stond bekend om zijn antisemitische denkbeelden.
In 1941 stapte hij op na twisten met het leiderschap van de UNS en poogde hij vergeefs een synarchistische commune, María Auxiliadora, op te zetten in Neder-Californië. In zijn latere jaren was hij vooral actief als publicist, en schreef verschillende boeken waarin hij de Mexicaanse regering bekritiseerde en het katholicisme promootte. Hij overleed in 2000.
Zijn zoon Carlos Abascal is tegenwoordig een politicus van de Nationale Actiepartij (PAN) en voormalig minister van binnenlandse zaken.
- Gemeinsame Normdatei: 107995080X
- International Standard Name Identifier: 0000 0000 8188 4493
- Library of Congress Control Number: n81095080
- Nationale Bibliotheek van Israël: 987007351535505171
- Nederlandse Thesaurus van Auteursnamen: 070965293
- Istituto Centrale per il Catalogo Unico: UBOV422024
- SNAC: w6bz7d1n
- Système universitaire de documentation: 230460461
- Virtual International Authority File: 119452801
- WorldCat: E39PBJd3KJhrj8gCmXTdQkWhpP